# اتوماسیون هاس
هاس آتومیشن (Haas Automation, Inc) یک سازنده آمریکایی ماشین‌ابزار است که دفتر مرکزی آن در شهر اکسنارد، کالیفرنیا قرار دارد. این شرکت در طراحی و تولید ماشین‌ابزارهای کم‌هزینه و ابزارهای جانبی تخصصی فعالیت دارد که اغلب شامل تجهیزات CNC (کنترل عددی کامپیوتری) مانند مراکز ماشینکاری عمودی، مراکز ماشینکاری افقی، ماشینهای تراش/مراکز تراشکاری، و همچنین میزهای دوّار و ایندکسرها می‌شود. بیشتر محصولات این شرکت در کارخانه اصلی آن در اکسنارد تولید می‌شوند. هاس در زمینه ورزش‌های موتوری نیز فعال است: این شرکت مالک تیم فرمول یک هاس و تیم هاس فکتوری در NASCAR است و پیشتر شریک در مالکیت تیم استوارت-هاس ريسينگ (NASCAR) بود. هاس یکی از بزرگترین تولیدکنندگان ماشین‌ابزار در جهان از نظر حجم کلی تولید محسوب می‌شود.

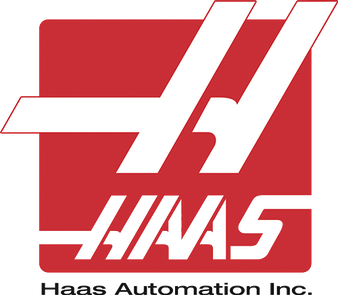
Haas Automation logo

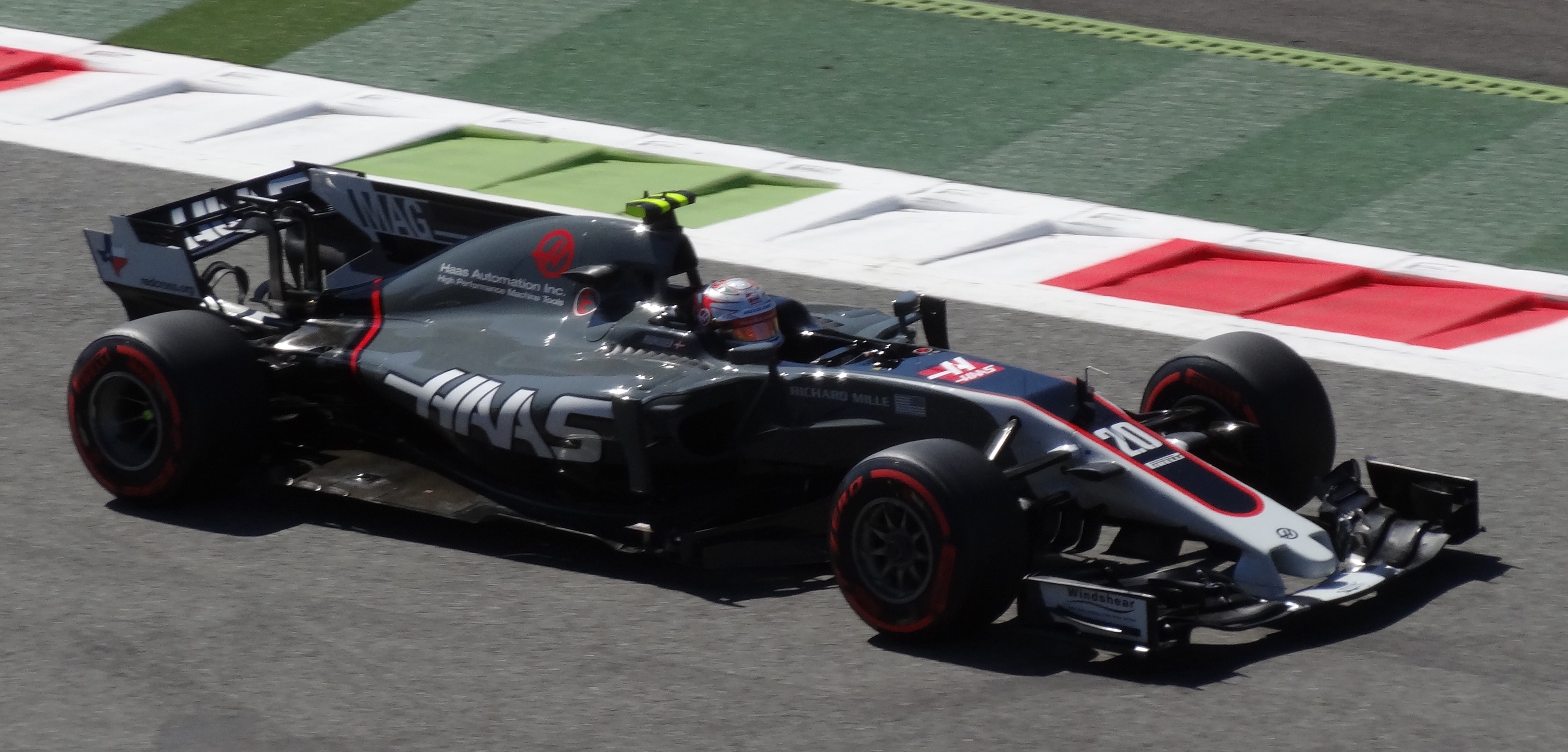
Magnussen Haas GP Monza 2017

## تاریخچه
جین هاس (Gene Haas) در سال ۱۹۸۳ شرکت هاس آتومیشن را در سان ولی، کالیفرنیا تأسیس کرد تا ابزارهای جانبی ماشین‌ابزار و میزهای دوّار را تولید کند. این شرکت با ساخت اولین ایندکسر برنامه‌پذیر تمام‌خودکار (programmable collet indexer) وارد صنعت ماشین‌ابزار شد. در طول چهار سال بعد، خط تولید این شرکت گسترش یافت و شامل میزهای دوّار تمام‌برنامه‌پذیر، ایندکسرهای دوّار و سایر ملزومات ماشین‌ابزار شد.
در سال ۱۹۸۷، شرکت هاس آتومیشن توسعه اولین مرکز ماشین‌کاری عمودی (VMC) خود با نام VF-1 را آغاز کرد. این دستگاه قادر به انجام عملیات‌هایی مانند فرزکاری، دریل‌کاری، رزوه‌زنی و قلاویزکاری بود. نمونه‌های اولیه VF-1 در سال ۱۹۸۸ تکمیل شدند و در نمایشگاه فناوری ساخت بین‌المللی (IMTS '88) در شیکاگو، ایلینوی رونمایی شدند.
این شرکت در سال ۱۹۹۱ به تأسیسات بزرگتری در چتسورث، لس‌آنجلس نقل مکان کرد، اما هاس از عملکرد دولت محلی و فرآیند صدور مجوزهای ساختمانی ناراضی بود. سرانجام در سال ۱۹۹۷، شرکت به یک مجموعه اختصاصی در زمینی به مساحت ۸۶ آکر(معادل ۳۵ هکتار) در اکسنارد منتقل شد.
در سال ۲۰۱۹، شرکت هاس مبلغ ۲۷.۴ میلیون دلار برای خرید ۲۷۹ آکر(معادل ۱۱۳ هکتار) زمین در هندرسون، نوادا پرداخت کرد تا کسب‌وکار خود را گسترش دهد. این شرکت برنامه‌ریزی کرده بود ۴.۳ میلیون فوت مربع (حدود ۴۰۰ هزار متر مربع) فضای تجاری احداث کند که از این مقدار، ۲.۳ میلیون فوت مربع (حدود ۲۱۴ هزار متر مربع) به یک کارخانه تولیدی ۳۲۷ میلیون دلاری اختصاص می‌یافت.
در جریان حمله روسیه به اوکراین، شورای امنیت اقتصادی اوکراین در مارس ۲۰۲۳ شرکت هاس آتومیشن را متهم کرد که با نقض تحریم‌های ایالات متحده، از طریق شرکت آبامت منیجمنت (توزیع‌کننده قطعات در روسیه و بلاروس که هاس در مارس ۲۰۲۲ ارتباط خود با آن را قطع کرده بود) ماشین‌آلات CNC را به صنایع نظامی روسیه عرضه کرده است.
هاس این اتهامات را رد کرد و ادعا نمود که پیش از آغاز جنگ، فعالیت خود در روسیه را متوقف کرده و تجهیزات باقیمانده آن تحت تملک یک توزیع‌کننده مستقل درآمده است.
در آگوست ۲۰۲۳، یک بررسی پیگیری توسط شورای امنیت اقتصادی اوکراین نشان داد که هاس به‌صورت غیرمستقیم و از طریق شرکت سوژو سوپ بستک ماشین تولز چین (یک رابط چینی که دو هفته پس از خروج رسمی هاس از روسیه تأسیس شده بود) همچنان به تأمین منابع برای ارتش روسیه ادامه می‌دهد.
در ژانویه ۲۰۲۵، وزارت خزانه‌داری ایالات متحده هاس را به دلیل "۲۱ مورد نقض تحریم‌های مرتبط با بخش‌های دفاعی و انرژی اقتصاد روسیه" جریمه‌ای به مبلغ ۱.۰۴ میلیون دلار تحمیل کرد.

## محصولات
شرکت هاس چندین خط تولید ماشین‌آلات CNC (کنترل عددی کامپیوتری) برای صنایع فلزکاری ارائه می‌دهد.

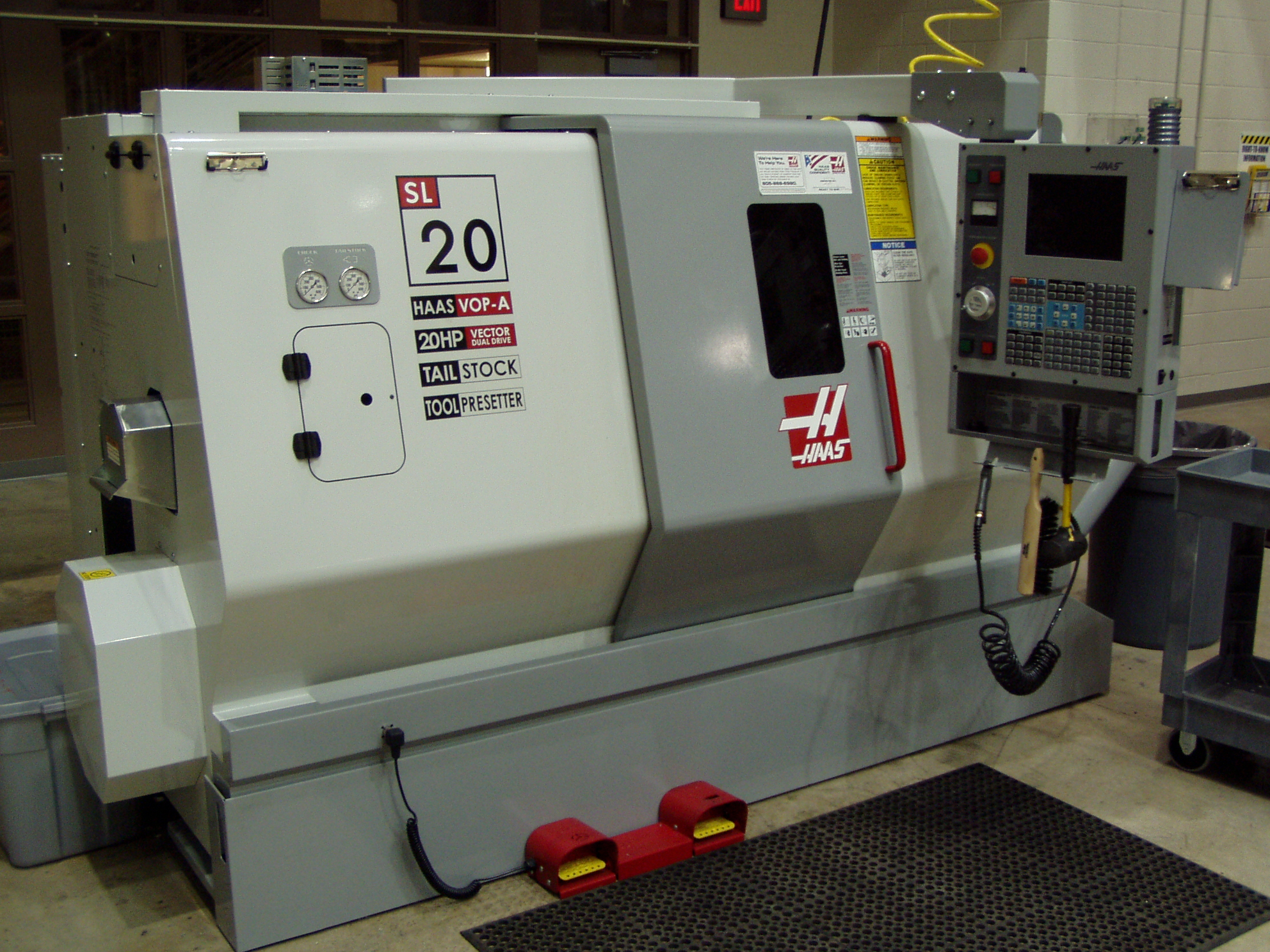
Small CNC Turning Center

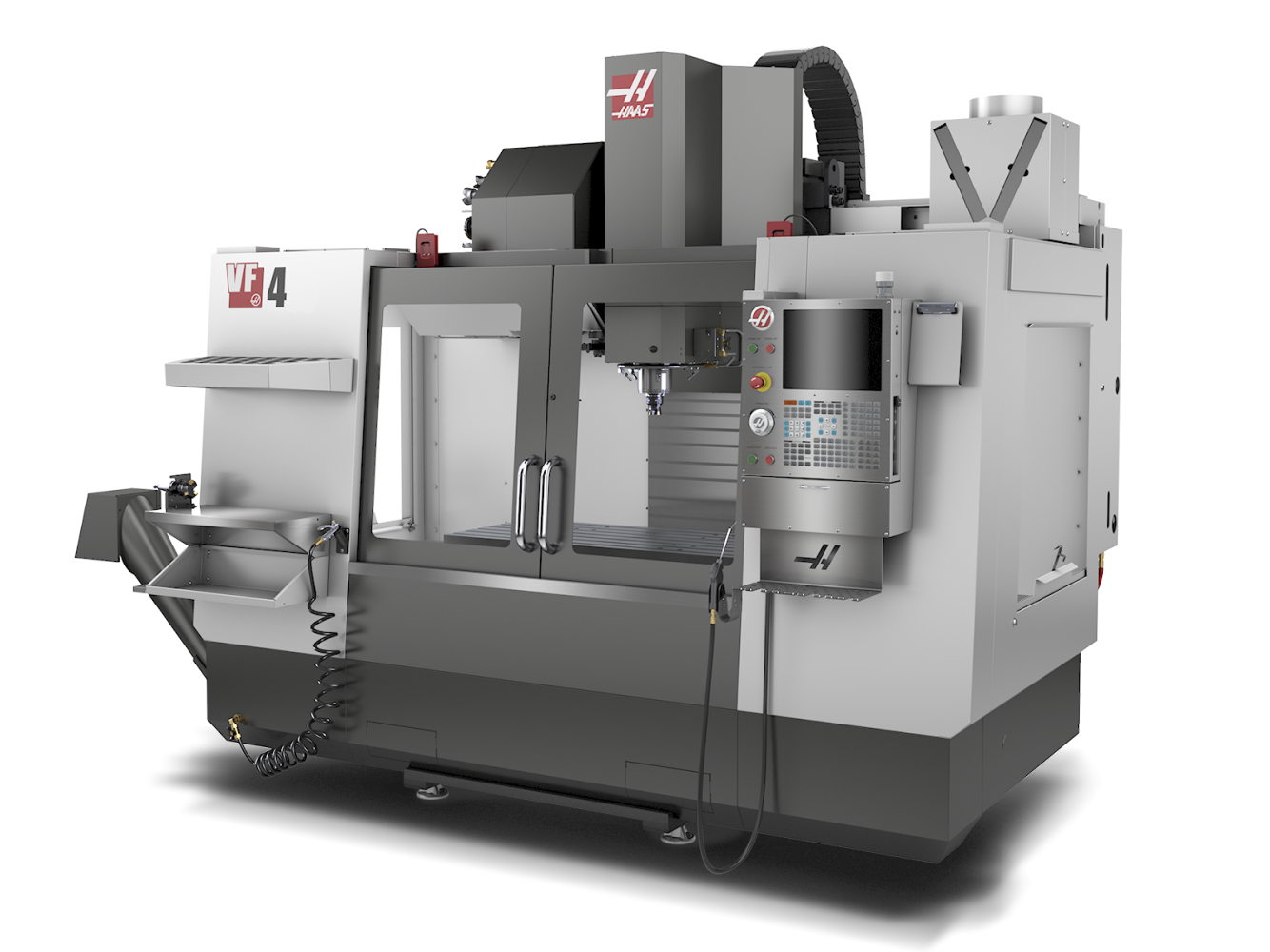
دستگاه CNC

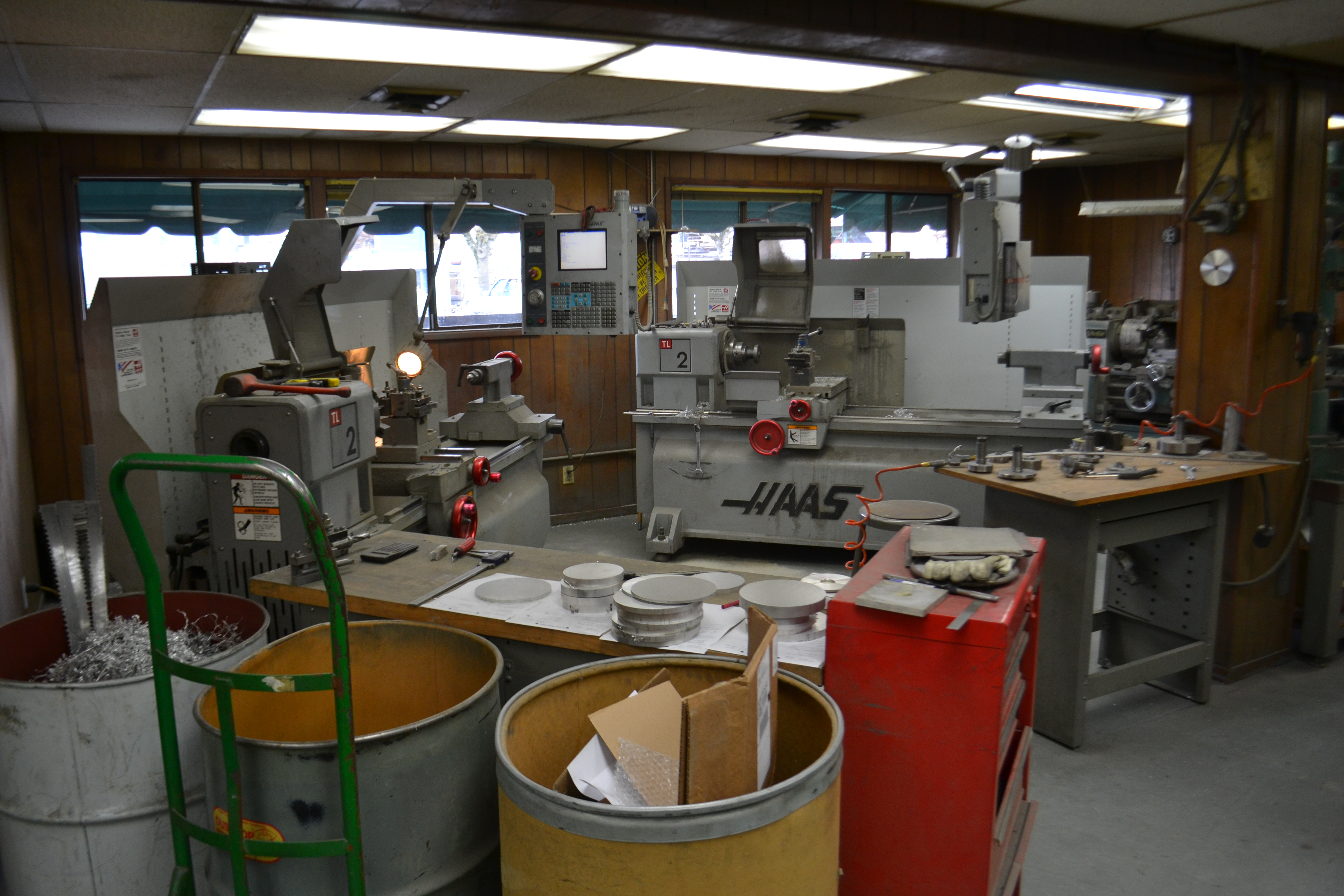
Haas Lathes

### آسیاب‌های عمودی

#### سری VF
سری VF شامل مجموعه‌ای از مراکز ماشین‌کاری عمودی ۳ محوره است که در صورت پیکربندی مناسب، قابلیت ارتقا به سیستم‌های ۴ و ۵ محوره را دارند. این دستگاه‌ها در اندازه‌های مختلف از VF-1 تا VF-14 عرضه می‌شوند.
حروف VF در نام این دستگاه‌ها مخفف "Very First" (به معنای «اولین‌ها») است، چرا که اولین ماشین تولیدی هاس، مدل VF-1 («اولین مدل») بود. یکی از این دستگاه‌ها توسط یک کارمند بازسازی شد، به جین هاس (بنیانگذار شرکت) اهدا گردید و هم‌اکنون در اتاق نمایش محصولات هاس در شهر اکسنارد، کالیفرنیا نگهداری می‌شود.

#### Universal Machines (UMC)
مراکز ماشین‌کاری جهانی هاس (معروف به UMC) دستگاه‌های عمودی ۵ محوره از نوع پل‌شکل هستند. این دستگاه‌ها برای اولین بار در سال ۲۰۱۵ معرفی شدند.

#### Mini Mill
مینی میل (Mini Mill) به عنوان جایگزینی با ابعاد کوچک‌تر نسبت به دستگاه‌های سری VF معرفی شد. این دستگاه با وجود قاب‌بندی (کستینگ) کوچک‌تر، همچنان مجهز به محور مخروطی ۴۰ (40 taper spindle) می‌باشد.
سری TM در ابتدا به عنوان یک "فرزکاری ابزارخانه‌ای مجهز به CNC" معرفی شد. این دستگاه‌ها در نسخه‌های اولیه فاقد محفظه حفاظتی بودند، اما در نسخه‌های بعدی به محفظه‌ای مجهز شدند که قسمت‌های زیرین و جانبی دستگاه را می‌پوشاند. ویژگی اصلی این ماشین‌آلات شامل قاب‌بندی (کستینگ) کوچک‌تر و سرعت‌های حرکت سریع (رپید) پایین‌تر می‌شود، چرا که این محصولات برای مشتریانی طراحی شده‌اند که نیاز به قابلیت‌های تولید انبوه ندارند.

#### سری مته/شیر/آسیاب (DT / DM)
سری DT هاس در ابتدا به عنوان یک ماشین با مخروط 30 و سرعت بالا معرفی شد که برای عملیات‌هایی ایده‌آل است که به سرعت بالا و ابعاد فشرده نیاز دارند، اما نیازی به توانایی تحمل بارهای محوری سنگین برش نیست.
در ادامه، سری DM به عنوان نسخه‌ای با مخروط 40 از ماشین‌های DT معرفی شد، اما گزینه اسپیندل 20,000 دور بر دقیقه را ارائه نمی‌دهد.

#### آسیاب فشرده
سری CM هاس برای ماشینکاری قطعات کوچک با دقت بالا طراحی شده است. این دستگاه با مخروط 20 و سرعت اسپیندل 30,000 تا 50,000 دور بر دقیقه عرضه می‌شود. هاس در این سری تنها یک مدل تولید می‌کند: CM-1.

#### سری Gantry (GM / GR)
دستگاه‌های سری گنتری دارای این ویژگی‌ها هستند:
- یک بستر ثابت (Static bed)
- یک پل متحرک در محور Y
- یک هد متحرک در محور X

کاربردهای اصلی دستگاه‌های سری GM:
- ساخت قالب‌های بزرگ

مقایسه با سری GR:
دستگاه‌های سری GM دارای:
- قاب‌بندی مستحکم‌تر
- سیستم مدیریت براده‌ بهبودیافته

مدل ویژه:
مدل GM-2-5AX نیز موجود است که در واقع یک دستگاه GM-2 معمولی است که به دو محور اضافه روی هد مجهز شده است.

#### ماشین‌آلات دیگر
۱) سری VM:
- دارای میز شبکه‌ای (Grid-style table) با قابلیت تحمل وزن بیشتر نسبت به مدل‌های مشابه سری VF

۲) سری VR:
- توسعه یافته از پایه سری VF
- مجهز به هد ویژه برای قابلیت‌های حرکتی در محورهای A و B
- مزیت اصلی: امکان ماشینکاری قطعات بزرگتر نسبت به دستگاه‌های VF مجهز به ترونیون ۵ محوره
- دلیل برتری: محدوده حرکتی گسترده‌تر هد در مقایسه با محدودیت‌های فضای کاری ترونیون

۳) سری VMT (تراش فرز عمودی):
- دارای اسپیندل HSK-T/A63
- قابلیت انجام همزمان عملیات فرزکاری و تراشکاری

۴) مدل VC-400:
- دستگاه فرز عمودی با سیستم تعویض پالت
- طراحی شده بر اساس معماری EC-400 (مدل افقی)
- مجهز به هد ۹۰ درجه

### گواهینامه‌ها
شرکت هاس آتومیشن یک شرکت دارای گواهینامه ISO 9001 می‌باشد. تمامی ماشین‌آلات تولیدی این شرکت دارای علامت ETL Listed هستند که نشان‌دهنده تطابق آنها با استانداردهای الکتریکی NFPA 79 برای ماشین‌آلات صنعتی و معادل کانادایی آن یعنی CAN/CSA C22.2 No. 73 می‌باشد. این شرکت همچنین مجاز به درج علامت CE بر روی محصولات خود است.

### برنامه صدور گواهینامه HAAS
برنامه گواهینامه HAAS  با هدف ارائه دانش پایه مورد نیاز برای شروع کار با ماشین‌کاری CNC ایجاد شده است. این برنامه شامل دو بخش مجزا برای فرزکاری (Mills) و تراشکاری (Lathes) می‌باشد.
ساختار برنامه:
1. بخش اول - آموزش آنلاین:
  - متشکل از ویدیوهای آموزشی و آزمون‌های کوتاه
  - کاربران می‌توانند دانش خود را در زمینه ماشین‌های مورد نظر محک بزنند
  - برای هر نوع ماشین (فرز یا تراش) محتوای اختصاصی ارائه می‌شود
2. برنامه آموزشی مخصوص فرزکاری:
  - شامل ۱۶ ویدیوی آموزشی
  - همراه با آزمون‌های مرتبط
  - مطالب در ۱۱ فصل سازماندهی شده‌اند

ویژگی‌های کلیدی برنامه:
- آموزش گام به گام مباحث پایه CNC
- امکان سنجش دانش کسب شده از طریق آزمون‌های آنلاین
- دسترسی آسان به محتوای آموزشی از هر مکان

این برنامه به عنوان نقطه شروع مناسبی برای افرادی که قصد ورود به حوزه ماشین‌کاری CNC را دارند طراحی شده است.
سرفصل‌های برنامه آموزشی فرزکاری CNC هاس:
۱. فصل اول: آشنایی مقدماتی با ماشین‌ابزارها و کاربردهای آنها
۲. فصل دوم: اصول ایمنی پایه در کار با ماشین‌آلات
۳. فصل سوم: پروسه راه‌اندازی اولیه دستگاه
۴. فصل چهارم: روش صحیح بارگذاری و تخلیه قطعات
۵. فصل پنجم: نحوه اجرای یک برنامه ساده CNC
۶. فصل هفتم: درک مقدماتی نقشه‌های فنی و مسیرکارگاه (شاپ روتورها)
۷. فصل هشتم: کاربرد ابزارهای اندازه‌گیری
۸. فصل نهم: ریاضیات پایه مرتبط با اندازه‌گیری و ابعاد ابزار
۹. فصل دهم: معرفی ابزارهای برشی فرزکاری و مواد متداول قطعات کار
۱۰. فصل یازدهم: اصول اولیه نگهداری از ماشین‌آلات هاس [۱]
نکته: برنامه آموزشی دستگاه‌های تراش (Lathe) همان مفاهیم آموزشی دستگاه‌های فرز را پوشش می‌دهد، با این تفاوت که بر مباحث خاص تراشکاری تمرکز دارد.
روند دریافت گواهینامه هاس پس از آزمون‌ها: پس از تکمیل موفقیت‌آمیز آزمون‌های تئوری فرزکاری و/یا تراشکاری، کاربران می‌توانند برای آزمون عملی حضوری ثبت‌نام کنند. این آزمون به شرح زیر است:
۱. محتوای آزمون عملی:
- ارزیابی تمام مباحث پوشش‌داده‌شده در بخش آنلاین
- سنجش مهارت‌های عملی و اجرایی کاربر روی دستگاه

۲. هزینه‌های آزمون:
- ممکن است شامل هزینه‌ای نمادین باشد (با تصمیم مرکز آزمون)
- مبلغ معمول: حدود ۱۵۰ دلار آمریکا

۳. اعطای گواهینامه:
- پس از قبولی در هر دو بخش تئوری و عملی
- گواهینامه نهایی اثبات‌کننده تسلط بر ماشین‌آلات هاس است

۴. کاربردهای گواهینامه:
- مورد تأیید برخی مراکز آموزشی مانند دانشگاه کارولینای غربی
- استفاده به عنوان معیار ارزیابی ایمنی در محیط‌های آکادمیک

## فروش
شبکه توزیع جهانی محصولات هاس:
هاس آتومیشن محصولات خود را از طریق شبکه‌ای از نمایندگی‌های مستقل محلی به سراسر جهان عرضه می‌کند. این نمایندگی‌ها که با عنوان "فروشگاه‌های کارخانه‌ای" شناخته می‌شوند، خدمات زیر را ارائه می‌دهند:
- فروش دستگاه‌ها
- خدمات پس از فروش
- پشتیبانی فنی و اجرایی

تاریخچه توسعه شبکه فروش:
- سیستم فروش انحصاری در سال ۱۹۹۹ معرفی شد
- اولین نمایندگی در تورانس، کالیفرنیا تأسیس گردید
- این سیستم ابتدا به شبکه جهانی موجود شرکت اضافه شد[۱۵]
- سپس به بازارهای اروپایی گسترش یافت[۱۶]

ویژگی‌های کلیدی شبکه توزیع:
1. مالکیت مستقل: هر نمایندگی به صورت مستقل مدیریت می‌شود
2. پوشش جهانی: حضور در بازارهای بین‌المللی
3. خدمات یکپارچه: ارائه کامل کلیه خدمات مورد نیاز مشتریان

این سیستم توزیع امکان دسترسی آسان به محصولات و خدمات هاس را برای مشتریان در سراسر جهان فراهم می‌سازد.

## مراجع
1. ↑  "Companion December 2019: full issue PDF". BSAVA Companion. 2019 (12): 1–39. 2019-12-01. doi:10.22233/20412495.1219.1. ISSN 2041-2487.
2. ↑  "Harney, Mary, (born March 1953), Leader, Progressive Democrats, Ireland, 1993–2006 and 2007–08". Who's Who. Oxford University Press. 2007-12-01.
3. ↑  "Parrott, Sir (James) Edward, (1 June 1863–5 April 1921), Editor to publishing house of Thomas Nelson & Sons since 1898". Who Was Who. Oxford University Press. 2007-12-01.
4. ↑  "Parrott, Sir (James) Edward, (1 June 1863–5 April 1921), Editor to publishing house of Thomas Nelson & Sons since 1898". Who Was Who. Oxford University Press. 2007-12-01.
5. ↑  «Contemporary Japan, Volume 09, Contents Volume 9, June - August 1940». Manchuria Daily News Online. دریافت‌شده در ۲۰۲۵-۰۴-۰۴.
6. ↑  Yakhnin, Evgeny D. (2020). "The Problem of Goal-Setting". Voprosy Filosofii (5): 5–11. doi:10.21146/0042-8744-2020-5-5-11. ISSN 0042-8744.
7. ↑  Werdiger, David (2023-10-30). "Keep the Founder's Entrepreneurial Spirit Alive in Future Generations". Entrepreneur and Innovation Exchange. doi:10.32617/988-653f94b292371.
8. ↑  Plach، Andreas (۲۰۲۵-۰۳-۱۵). «Looking at air moving into the up area in the last two times four ten years - A move-with-parts look». doi.org. دریافت‌شده در ۲۰۲۵-۰۴-۰۴.
9. ↑  "Mackay, Gillian Helen (Mrs Walter Tallis), (20 Sept. 1923–18 March 1984), Public Relations Consultant; former private pilot". Who Was Who. Oxford University Press. 2007-12-01.
10. ↑  "Machine tool builder buys CMM company". Precision Engineering. 7 (1): 59. 1985-01. doi:10.1016/0141-6359(85)90084-4. ISSN 0141-6359. {{cite journal}}: Check date values in: |date= (help)
11. ↑  Kang, Taewoo (2023-09-12). "Public Television for Liberals? The Demographic and Behavioral Characteristics of The PBS Newshour Viewers". Studies in Media and Communication. 11 (7): 105. doi:10.11114/smc.v11i7.6283. ISSN 2325-808X.
12. ↑  Kang, Taewoo (2023-09-12). "Public Television for Liberals? The Demographic and Behavioral Characteristics of The PBS Newshour Viewers". Studies in Media and Communication. 11 (7): 105. doi:10.11114/smc.v11i7.6283. ISSN 2325-808X.
13. ↑  Cooper, Julian (2023-06-27). "Russia's Military Expenditure During Its War Against Ukraine". {{cite journal}}: Cite journal requires |journal= (help)
14. ↑  Kang, Taewoo (2023-09-12). "Public Television for Liberals? The Demographic and Behavioral Characteristics of The PBS Newshour Viewers". Studies in Media and Communication. 11 (7): 105. doi:10.11114/smc.v11i7.6283. ISSN 2325-808X.
15. ↑  "Advanced metalworking relocates factory". Metal Powder Report. 48 (10): 2. 1993-10. doi:10.1016/0026-0657(93)92569-q. ISSN 0026-0657. {{cite journal}}: Check date values in: |date= (help)
16. ↑  Powell, Devin (2013-08). "Europe sets sights on lasers". Nature. 500 (7462): 264–265. doi:10.1038/500264a. ISSN 0028-0836. {{cite journal}}: Check date values in: |date= (help)